# San Joaquin de la Vega
San Joaquìn de la Vega es una localidad poblacional del municipio Miranda (Zulia), pertenece a la Parroquia San Antonio. Es una de las localidades más pobladas del municipio miranda siendo superada por el Consejo de Ziruma y Los Puertos de Altagracia respectivamente.

## Origen etimológico
San Joaquin recibe el nombre del Santo con el mismo nombre debido a que los habitantes eran devotos en aquella época. Los orígenes del pueblo están íntimamente ligados con los primeros asentamientos de esclavos y campesinos que trabajaban en la vecina hacienda; esta población se mantenía, en los últimos años de la colonia, ocupada en sus labores agrícolas y creando una pequeña sociedad con mantuanos, libertos y esclavos, donde los apellidos de los primeros trece pobladores seguirán ligados a la historia de nuestro pueblo, mediante sus descendientes.

## Zona residencial
San Joaquin es una localidad rural con una población aproximada de 7500 habitantes, tiene algunas carreteras de acceso en mal estado, sus habitantes poseen agua por tuberías, sin embargo el suministro es deficiente y no cuenta con todas las condiciones de salubridad, problema que no ha solucionado las autoridades gubernamentales, sino que muchos compran el agua. Debajo de la tierra de esa localidad tiene varios pozos de agua dulce y limpia pero no todos cuentan con los recursos para aprovecharla. La población está dedicada a la agricultura, la ganadería y al turismo, a pesar de su ubicación apartada y lejos del lago, es un destino muy popular en la costa oriental del lago y los habitantes de los pueblos vecinos debido a sus tradiciones. Probablemente recibe su nombre del santo con el mismo nombre.

## Vegetación
Posee paisaje de bosque seco y bosque húmedo y relieve compuesto, principalmente de colinas y lomas. El actual pueblo es el heredero del Municipio Miranda entidad que comprendía el mismo territorio entre 1884 y 1989.

## Clima
| Parámetros climáticos promedio de San Joaquin de la Vega | Parámetros climáticos promedio de San Joaquin de la Vega | Parámetros climáticos promedio de San Joaquin de la Vega | Parámetros climáticos promedio de San Joaquin de la Vega | Parámetros climáticos promedio de San Joaquin de la Vega | Parámetros climáticos promedio de San Joaquin de la Vega | Parámetros climáticos promedio de San Joaquin de la Vega | Parámetros climáticos promedio de San Joaquin de la Vega | Parámetros climáticos promedio de San Joaquin de la Vega | Parámetros climáticos promedio de San Joaquin de la Vega | Parámetros climáticos promedio de San Joaquin de la Vega | Parámetros climáticos promedio de San Joaquin de la Vega | Parámetros climáticos promedio de San Joaquin de la Vega | Parámetros climáticos promedio de San Joaquin de la Vega |
| Mes                                                      | Ene.                                                     | Feb.                                                     | Mar.                                                     | Abr.                                                     | May.                                                     | Jun.                                                     | Jul.                                                     | Ago.                                                     | Sep.                                                     | Oct.                                                     | Nov.                                                     | Dic.                                                     | Anual                                                    |
| -------------------------------------------------------- | -------------------------------------------------------- | -------------------------------------------------------- | -------------------------------------------------------- | -------------------------------------------------------- | -------------------------------------------------------- | -------------------------------------------------------- | -------------------------------------------------------- | -------------------------------------------------------- | -------------------------------------------------------- | -------------------------------------------------------- | -------------------------------------------------------- | -------------------------------------------------------- | -------------------------------------------------------- |
| Temp. máx. media (°C)                                    | 28                                                       | 28.5                                                     | 31.7                                                     | 34                                                       | 34.1                                                     | 33.7                                                     | 34.8                                                     | 32.6                                                     | 32.5                                                     | 31.5                                                     | 30.4                                                     | 29.2                                                     | 31.8                                                     |
| Temp. media (°C)                                         | 23.3                                                     | 22.6                                                     | 25.7                                                     | 26.8                                                     | 26                                                       | 25.5                                                     | 26                                                       | 24.9                                                     | 24.1                                                     | 23.6                                                     | 23.5                                                     | 22.9                                                     | 24.6                                                     |
| Temp. mín. media (°C)                                    | 15                                                       | 16.1                                                     | 18.6                                                     | 20.5                                                     | 22.4                                                     | 22.5                                                     | 21.8                                                     | 19.1                                                     | 17.1                                                     | 16.9                                                     | 16.5                                                     | 15.8                                                     | 18.5                                                     |
| Precipitación total (mm)                                 | 0.9                                                      | 0.6                                                      | 2.1                                                      | 3.6                                                      | 3.8                                                      | 81                                                       | 99                                                       | 106                                                      | 127                                                      | 136                                                      | 149                                                      | 4.6                                                      | 713.6                                                    |
| [cita requerida]                                         |                                                          |                                                          |                                                          |                                                          |                                                          |                                                          |                                                          |                                                          |                                                          |                                                          |                                                          |                                                          |                                                          |